# Ida Tarbell
Ida Minerva Tarbell (Contea di Erie, 5 novembre 1857 – Bridgeport, 6 gennaio 1944) è stata una scrittrice e giornalista statunitense, conosciuta per essere stata una pioniera del giornalismo investigativo. Il suo libro The History of the Standard Oil Company ha contribuito allo scioglimento del monopolio della compagnia.

## Primi anni e formazione
Ida Minerva Tarbell nacque in una fattoria nella contea di Erie, in Pennsylvania, da Esther Ann (nata McCullough), un'insegnante, e Franklin Summer Tarbell, un insegnante e un falegname, in seguito petroliere.
I suoi primi anni di vita nei giacimenti petroliferi della Pennsylvania la avrebbero influenzata quando in seguito scrisse sulla Standard Oil Company e sulle pratiche di lavoro. A causa della crisi del 1857 i Tarbell persero i loro risparmi, ma la loro sorte sarebbe cambiata quando la corsa al petrolio della Pennsylvania iniziò nel 1859. La famiglia viveva nella regione occidentale della Pennsylvania mentre venivano sviluppati nuovi giacimenti petroliferi, cambiando completamente l'economia regionale. Il petrolio, scriveva Tarbell nella sua autobiografia, diede spazio a "un ricco campo per imbroglioni, truffatori, sfruttatori del vizio in ogni forma conosciuta". Suo padre iniziò a costruire serbatoi di stoccaggio di petrolio in legno. La famiglia viveva in una baracca con un'officina in un campo con venticinque pozzi petroliferi. Tarbell scrisse dell'esperienza: "Nessuna industria dell'uomo nei suoi primi giorni era mai stata più distruttiva della bellezza, dell'ordine, della decenza, della produzione di petrolio".
Nel 1860 suo padre trasferì la famiglia a Rouseville, in Pennsylvania. Gli incidenti accaduti a Rouseville ebbero un profondo impatto su Ida: Il fondatore e vicino della città Henry Rouse stava trivellando il petrolio quando una fiamma colpì il gas naturale proveniente da una pompa. Rouse sopravvisse poche ore, il che gli diede il tempo sufficiente per scrivere il suo testamento e lasciare la sua proprietà da un milione di dollari agli altri coloni per costruire strade. In totale 18 uomini rimasero uccisi e la madre di Tarbell si prese cura di una delle vittime di ustioni nella loro casa.
Nel 1869 la famiglia si trasferì nuovamente a Titusville.
Il padre di Tarbell in seguito divenne un produttore di petrolio e raffinatore nella contea di Venango. Gli affari di Franklin, insieme a quelli di molti altri piccoli imprenditori, furono influenzati negativamente dallo schema della South Improvement Company tra le ferrovie e gli interessi petroliferi più consistenti, dove in meno di quattro mesi durante quella che in seguito fu conosciuta come "The Cleveland Conquest" o "The Cleveland Massacre", la Standard Oil assorbì 22 dei suoi 26 concorrenti di Cleveland. In seguito Tarbell avrebbe ricordato vividamente questo evento nei suoi scritti, in cui accusava i leader della Standard Oil Company di aver usato tattiche ingiuste per mettere fuori mercato suo padre e molte piccole compagnie petrolifere. La South Improvement Company lavorò segretamente con le ferrovie per aumentare le tariffe sulle spedizioni di petrolio per i petrolieri indipendenti, inoltre i suoi membri ricevettero sconti e riduzioni per compensare le tariffe e far cessare l'attività degli indipendenti. Franklin Tarbell attaccò la South Improvement Company attraverso marce e ribaltamento delle petroliere della Standard Oil. Il governo della Pennsylvania alla fine si adoperò per sciogliere la South Improvement Company.
I Tarbell erano socialmente attivi, poiché frequentavano proibizionisti e suffragette. Erano iscritti a Harper's Weekly, Harper's Monthly e New York Tribune, grazie ai quali Ida seguì gli eventi della guerra civile. Esther Tarbell sostenne i diritti delle donne e frequentò Mary Livermore e Frances E. Willard.
Tarbell si diplomò al liceo di Titusville e continuò a studiare biologia all'Allegheny College nel 1876, dove fondò la sorellanza locale che divenne il capitolo Mu della confraternita Kappa Alpha Theta e divenne membro della società letteraria femminile Ossoli, dal nome della scrittrice Margaret Fuller Ossoli, per la quale scrisse sulla rivista the Mosaic. Ricevette il Bachelor of Arts nel 1880 e il Master of Arts nel 1883.

## Agli inizi della carriera

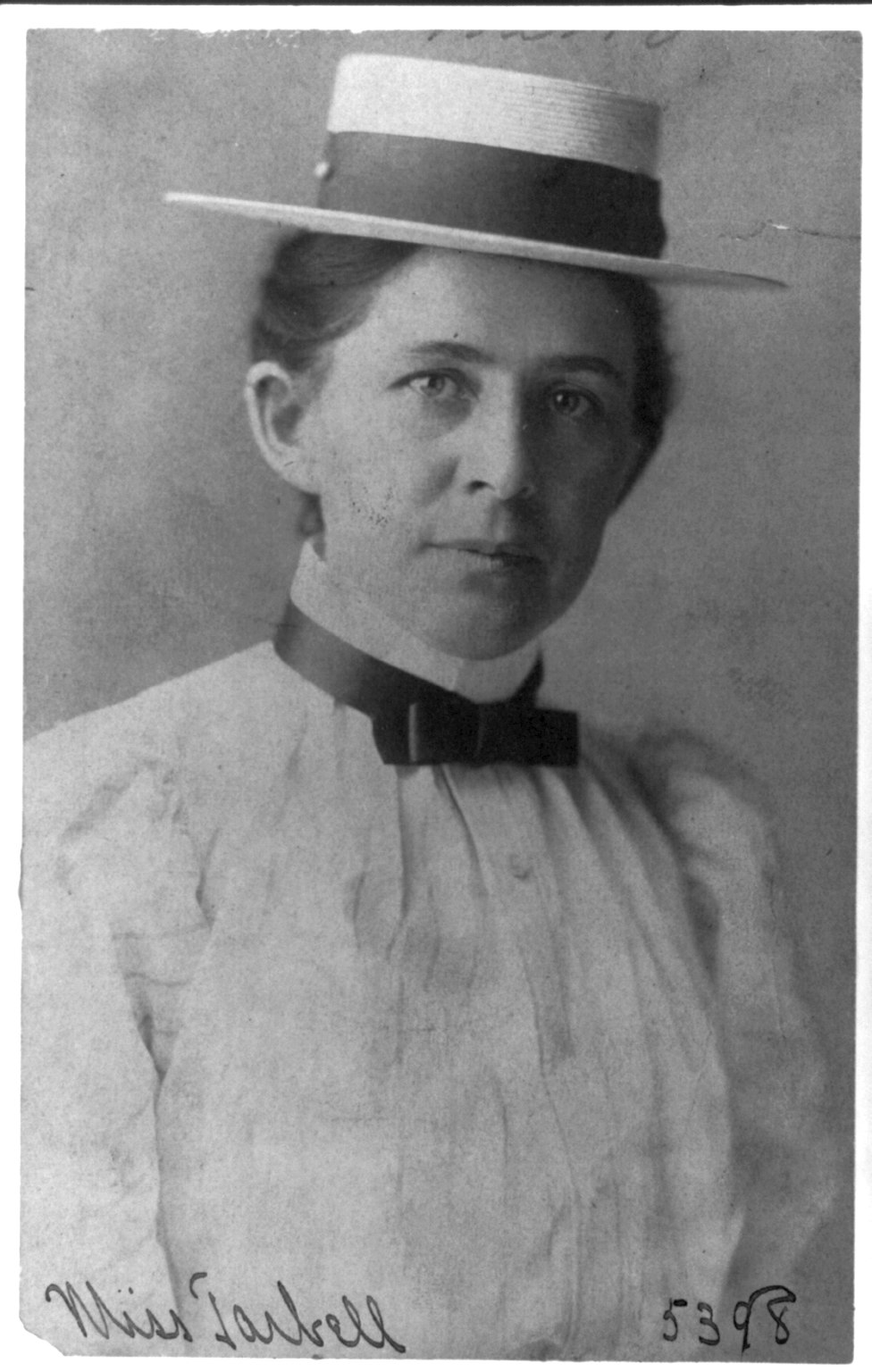
Ida Minerva Tarbell, 1890

Iniziò la sua carriera come direttrice presso il Poland Union Seminary di Poland, Ohio, nell'agosto 1880, ove insegnò geologia, botanica, geometria e trigonometria, nonché greco, latino, francese e tedesco. Dopo due anni lasciò la scuola, esausta dal carico di lavoro ed esasperata dai bassi salari.

Tornata in Pennsylvania incontrò Theodore L. Flood, editore di The Chautauquan, un supplemento didattico per la formazione a distanza di cui divenne caporedattrice nel 1886. Fu autrice di due articoli che mostravano le sue opinioni contrastanti sui ruoli delle donne. Women as Inventors fu pubblicato nel numero di marzo 1887 di The Chautauquan. Quando un articolo scritto da Mary Lowe Dickinson affermava che il numero di donne titolari di brevetti era di circa 300 e che non sarebbero mai diventate inventrici di successo, Tarbell si recò all'Ufficio Brevetti di Washington D.C. e vi trovò un elenco di quasi 2.000 donne. Nel suo articolo scrisse: 
 Nell'aprile 1887 pubblicò un secondo articolo contenente storia, pratiche giornalistiche e consigli, incluso un avvertimento secondo cui il giornalismo era un campo aperto per le donne, ma che tuttavia queste ultime avrebbero dovuto astenersi dal versare lacrime facilmente e dall'apparire deboli.
Dopo un litigio con Flood decise di scrivere autonomamente, avviando una serie di ricerche su personaggi storici femminili come Madame de Staël e Marie-Jeanne Roland de la Platière.

## Gli anni a Parigi
Nel 1891 si trasferì a Parigi, dove ebbe una vita sociale attiva. Lei e i suoi coinquilini ospitarono un salone linguistico dove sia gli anglofoni che i francesi potevano incontrarsi e praticare le lingue straniere. La sua padrona di casa, Madame Bonnet, organizzava cene settimanali per le donne e gli altri inquilini, tra i quali vi era il principe Said Toussoum, un cugino del sovrano egiziano.
Tarbell scrisse per diversi giornali americani tra cui il Pittsburgh Dispatch, il Cincinnati Times-Star e il Chicago Tribune, e nello stesso periodo iniziò a lavorare alla sua prima biografia, un libro su Madame Roland, la leader di un influente salotto letterario durante la Rivoluzione francese. Continuò ad apprendere le tecniche investigative e di ricerca utilizzate dagli storici francesi, frequentando lezioni alla Sorbona sulla storia della rivoluzione francese, sulla letteratura del XVIII secolo e sulla pittura d'epoca.
Ciò che scoprì su Madame Roland cambiò la sua visione del mondo: pur avendo iniziato la sua biografia con ammirazione, presto ne rimase delusa affermando che Roland, seguendo l'esempio di suo marito, non era la pensatrice indipendente che aveva immaginato ed era complice nel creare un'atmosfera in cui la violenza aveva portato al Terrore e alla sua stessa esecuzione. Scrisse di Roland: "Questa donna era stata una delle influenze più costanti alla violenza, desiderosa di usare questa terribile forza rivoluzionaria, così sconcertante e terrificante per me, per raggiungere i suoi fini, credendo infantilmente se stessa e le sue amiche abbastanza forti da controllarla quando non ne avevano più bisogno. Il colpo più pesante alla mia autostima fino ad ora è stata la mia perdita di fiducia nella rivoluzione come arma divina."

## McClure's Magazine
Tarbell scrisse diversi articoli per la rivista McClure riguardanti scrittori e scienziati di Parigi,[46] tra cui Louis Pasteur, Émile Zola, Alphonse Daudet e Alexandre Dumas, e in seguito fu promossa a redattrice giovanile per sostituire Frances Hodgson Burnett.

### Napoleone Bonaparte
Tarbell tornò negli Stati Uniti nell'estate del 1894, dove le fu commissionata una serie biografica su Napoleone Bonaparte. Si stabilì a Washington presso la casa di Gardiner Greene Hubbard, dove potette usufruire della vasta collezione di materiale e cimeli di Napoleone, nonché delle risorse della Biblioteca del Congresso e del Dipartimento di Stato degli Stati Uniti.
Tarbell credeva nella teoria del grande uomo e che individui straordinari potessero plasmare la loro società almeno tanto quanto la società li aveva plasmati. Mentre lavorava alla serie fu presentata allo storico ed educatore Herbert B. Adams dell'Università Johns Hopkins, il quale credeva nell' "interpretazione oggettiva delle fonti primarie" che sarebbe diventata anche il metodo di Tarbell per scrivere sui suoi soggetti. Adams insegnò anche allo Smith College e fu un sostenitore dell'istruzione femminile.
Questa serie di articoli avrebbe rafforzato la reputazione di Tarbell come scrittrice, aprendole nuove strade e rivelandosi molto popolare. Essa comprendeva illustrazioni della collezione di Gardiner Green Hubbard. Gli articoli furono in seguito inclusi un libro diventato poi un best seller.

### Abraham Lincoln
La sua serie biografica di 20 parti intitolata The Life of Abraham Lincoln fu destinata a competere con una serie medesima del Century Magazine che era stata scritta dai segretari privati di Lincoln John George Nicolay e John Hay. Quando Tarbell si avvicinò per la prima volta a John Nicolay, le disse che lui e Hay avevano scritto "tutto ciò che valeva la pena raccontare di Lincoln". Tarbell decise di partire dalle sue umili origini, viaggiando per il paese incontrando e intervistando persone che avevano conosciuto Lincoln, incluso suo figlio Robert Todd Lincoln. Nel 1895 la serie raggiunse la popolarità e in seguito fu pubblicata in un libro che consacrò Tarbell come scrittrice e principale biografa di Lincoln.

### Redazione
Tarbell continuò a scrivere biografie per il McClure alla fine degli anni 1890, cogliendo l'opportunità di osservare l'espansione statunitense verso l'imperialismo attraverso la guerra ispano-americana. Stava scrivendo una serie sugli affari militari e nel 1898 avrebbe dovuto intervistare Nelson A. Miles, il generale in comando degli Stati Uniti, quando la nave da guerra USS Maine fu fatta saltare in aria nel porto dell'Avana. Le fu comunque concessa l'intervista e potette osservare la risposta presso il quartier generale dell'esercito americano. Theodore Roosevelt stava già organizzando quelli che sarebbero diventati i Rough Riders e Tarbell disse che continuava a irrompere nell'ufficio dell'esercito, "come un ragazzo sui pattini a rotelle". Nel 1899 si trasferì a New York e fu promossa a redattrice del McClure.

## Standard Oil

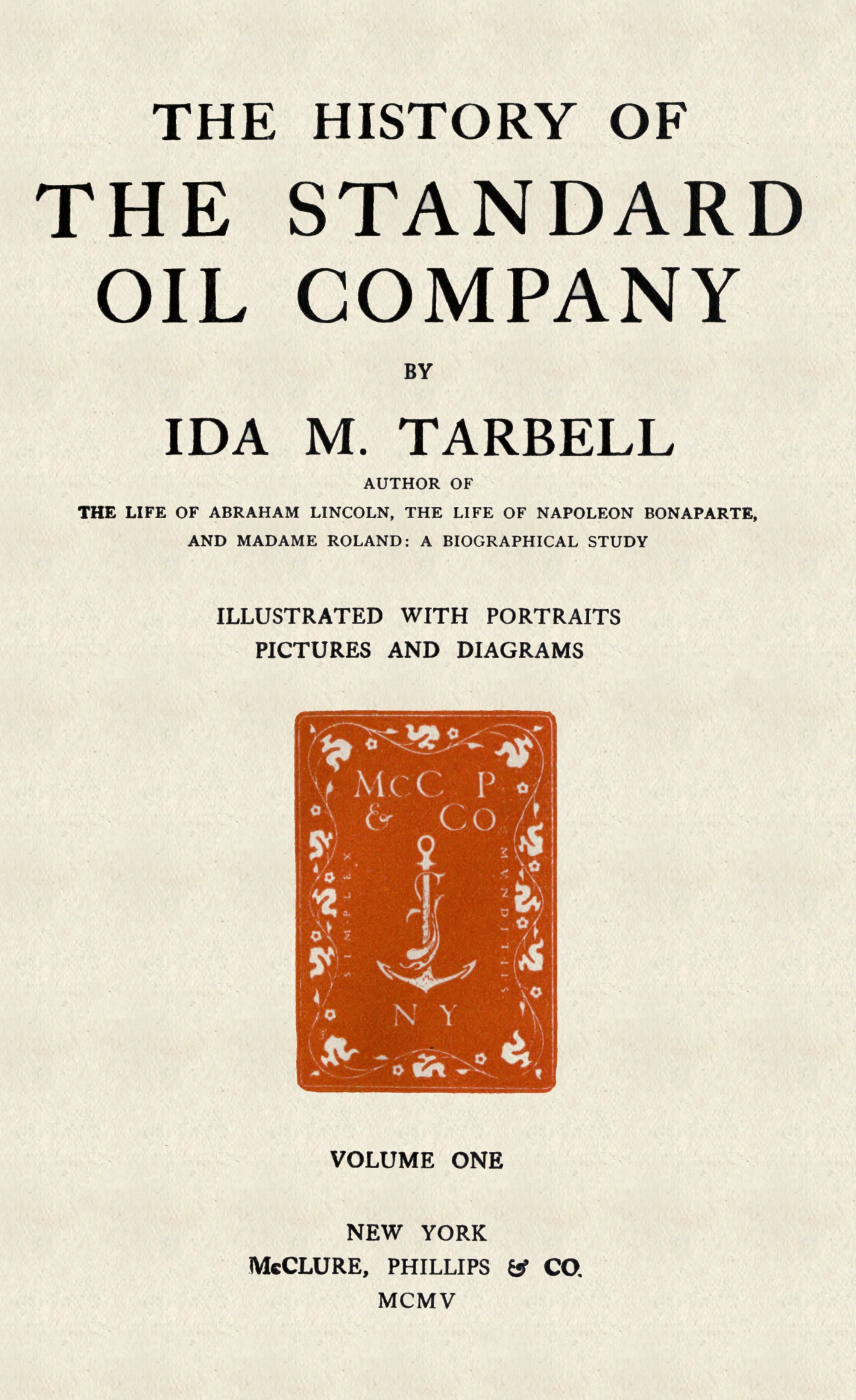
History of the Standard Oil Company (1904)

All'inizio del XX secolo il McClure's decise di pubblicare un articolo sulla Standard Oil. Tarbell cedette il ruolo di redattrice a Lincoln Steffens e avviò un'indagine meticolosa con l'aiuto del suo assistente John Siddall sul primo interesse di John Davison Rockefeller per il petrolio e la Standard Oil Trust. Il padre di Tarbell le espresse preoccupazione per aver scritto della Standard Oil avvertendola che Rockefeller non si sarebbe fermato davanti a nulla. Una delle banche di Rockefeller aveva effettivamente minacciato la situazione finanziaria della rivista. Tarbell sviluppò tecniche di segnalazione investigativa, approfondendo archivi privati e documenti pubblici in tutto il paese. La documentazione e le interviste orali che raccolse dimostrarono che la Standard Oil aveva manipolato concorrenti, compagnie ferroviarie e altri enti per raggiungere i suoi obiettivi aziendali.
Tarbell fu in grado di trovare un'informazione fondamentale che era scomparsa: un libro intitolato The Rise and Fall of the South Improvement Company che era stato pubblicato nel 1873. La Standard Oil e Rockefeller avevano le proprie radici negli schemi dell'illegale South Improvement Company. La Standard Oil aveva tentato di distruggere tutte le copie disponibili del libro, ma Tarbell riuscì infine a trovarne una nella New York Public Library. Inoltre un impiegato che lavorava presso la sede della Standard Oil ricevette il compito di distruggere documenti che provavano che le ferrovie stavano fornendo alla compagnia informazioni anticipate sulle spedizioni della raffineria, permettendo loro così di ridurre i prezzi delle raffinamenti. Il giovane consegnò i documenti al suo insegnante di scuola domenicale, un raffinatore che a sua volta trasmise le prove a Tarbell nel 1904. La serie e il libro sulla Standard Oil portarono Tarbell alla fama: il libro fu adattato in un'opera teatrale del 1905 intitolata The Lion and the Mouse. Tarbell, Lincoln Steffens e Ray Stannard Baker inaugurarono l'era del giornalismo investigativo.
Lo storico della rivista Frank Luther Mott definì l'opera "una delle più grandi serie mai apparse in una rivista statunitense". Avrebbe contribuito alla dissoluzione della Standard Oil come monopolio e avrebbe portato al Clayton Antitrust Act. Tarbell concluse la serie con uno studio in due parti del personaggio di Rockefeller, forse la prima biografia di un dirigente d'azienda in assoluto, nonostante non lo avesse mai incontrato.

## The American Magazine
Nel 1906 Tarbell e Philips fondarono la Phillips Publishing Company e acquistarono The American Magazine. Inoltre Tarbell si trasferì nel Connecticut e acquistò una fattoria a Redding Ridge, dove visse con la sua famiglia.
Scrisse una serie di articoli in cui analizzava le tariffe e il loro impatto sulle imprese e sui consumatori americani. Si recò a Chicago dove incontrò Jane Addams e rimase allaHull House, partecipando ai programmi del gruppo che includevano l'insegnamento dell'inglese alle donne immigrate, il lavoro e le abilità casalinghe. Esaminò il lato positivo degli affari americani in una serie di articoli scritti tra il 1912 e il 1916. Girò per il paese e incontrò diversi industriali, lavoratori e le loro famiglie. Era affascinata da Thomas Lynch della Frick Coke Company, che si era impegnato a fornire condizioni di vita dignitose ai suoi lavoratori e credeva che la prevenzione fosse preferibile agli incidenti. Fu inoltre una grande ammiratrice di Henry Ford e della sua convinzione che offrire una paga elevata avrebbe portato ad un lavoro eccellente, così come delle sue idee sulla produzione di massa.

## Suffragio femminile

Ida M. Tarbell nel 1905

Gli studiosi femministi vedevano Tarbell come un enigma poiché sembrava sia abbracciare il movimento e sia agire come critica, in quanto sfidò e messo in dubbio la logica del suffragio femminile. Nella sua infanzia fu esposta al movimento delle suffragette quando sua madre ospitava riunioni nella loro casa. Tarbell fu scoraggiata da donne come Mary Livermore e Frances Willard che, secondo lei, non le avevano mai prestato attenzione. Al contrario, osservò Tarbell, gli uomini ospitati da suo padre mostrarono maggiore interesse per lei.
A partire dal 1909 Tarbell scrisse di più sulle donne e sui ruoli tradizionali. Si sentiva alienata dagli aspetti più militanti del movimento che descriveva come "anti-maschio". Raccomandava alle donne di abbracciare la vita familiare e la famiglia, dicendo che avevano un "vero ruolo di mogli, madri e casalinghe". La sua biografa Emily Arnold McCully, credeva che la sua posizione emotiva, piuttosto che ragionata, sui problemi delle donne potesse aver offuscato la sua eredità a lungo termine. Tarbell riteneva che "la spinta al suffragio" fosse "una guerra sbagliata contro gli uomini". Gli ex alleati tra le suffragette furono sgomenti per il suo cambiamento e per i suoi discorsi alle organizzazioni anti-suffragiste. Tarbell pubblicò l'articolo Making a Man of Herself nel 1912, incutendo furia tra le suffragette. Lo storico Robert Stinson credeva che stesse facendo nuove dichiarazioni pubbliche sull'ambiguità che aveva vissuto nella sua stessa vita, che definiva i ruoli delle donne in base alla loro natura e considerava innaturali i tentativi di spingere i confini nei regni degli uomini. McCully scrisse, "che il suffragio era una questione di diritti umani sembrava non le venisse in mente, forse perché, come storica, guardava molto meglio indietro di quanto non facesse nell'anticipare il futuro."
Tarbell raccolse i suoi saggi sulle donne in un libro intitolato The Business of Being a Woman. Il libro, che fu accolto male, conteneva tributi alle prime sostenitrici del suffragio femminile, tra cui Susan B. Anthony ed Elizabeth Cady Stanton. Tarbell dichiarò a proposito: "Quel titolo era come uno straccio rosso per molte delle mie amiche militanti. L'idea che la donna avesse un'attività assegnata dalla natura e dalla società che era più importante della vita pubblica le turbava; anche se era così, non volevano che fosse enfatizzato". Anche sua madre Esther, che fu suffragetta per tutta la vita, criticò la posizione di sua figlia.
Tarbell cambiò opinione e abbracciò il suffragio dopo che le donne statunitensi ottennero il diritto di voto nel 1920. Nel 1924 scrisse un articolo per il Good Housekeeping per dissipare il mito che il suffragio fosse fallito. Quando le è stato chiesto se credeva che una donna un giorno sarebbe stata presidente degli Stati Uniti, Tarbell sottolineò che le donne avevano governato le nazioni in alcuni casi meglio dei re e citò a mo' di esempio Caterina II di Russia, Luisa di Meclemburgo-Strelitz, Elisabetta I d'Inghilterra e Caterina de' Medici. Inoltre scrisse a proposito della sicurezza sul lavoro e divenne sostenitrice del taylorismo, un sistema per la gestione scientifica della produzione, incoraggiandone l'uso nell'economia domestica. Divenne un membro della Taylor Society.

## Ultimi anni

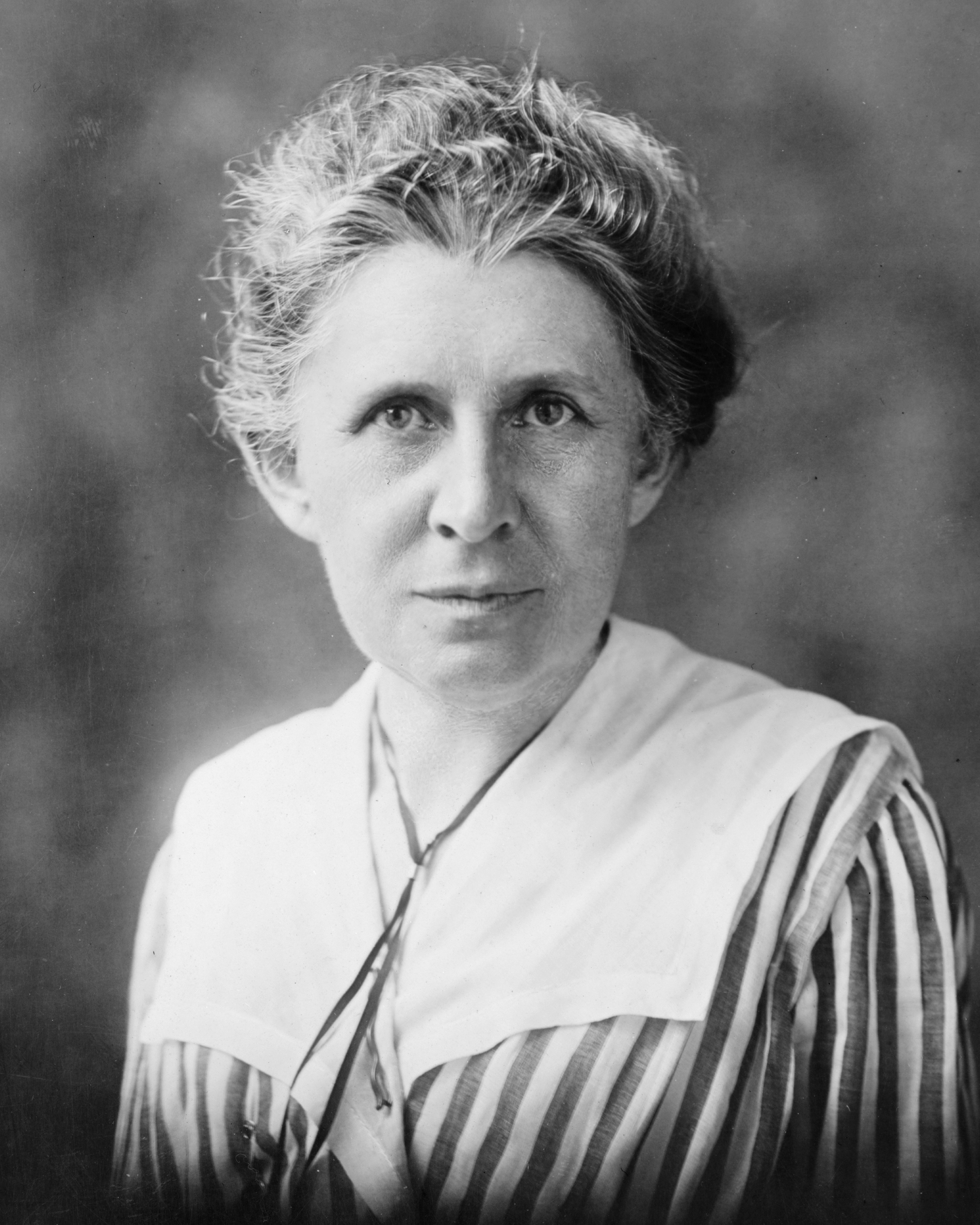
Ida Tarbell nel 1917

Quando gli Stati Uniti entrarono nella prima guerra mondiale nell'aprile 1917, il presidente Thomas Woodrow Wilson invitò Tarbell a prendere parte al Woman's Committee del Council of National Defense con l'obiettivo di mobilitare gli sforzi bellici delle donne statunitensi. Tarbell servì spesso da intermediaria con il Men's Council e il Woman's Committee.
Nei suoi ultimi anni di vita si occupò di scrittura, conferenze e lavoro sociale. Continuò a lavorare come giornalista freelance e a viaggiare nel circuito delle conferenze. Fu un membro della Conferenza industriale del presidente Wilson nel 1919, in rappresentanza del Pen and Brush Club di Gramercy Park, e servì in un comitato che esaminava le ore di lavoro insieme a Robert Brookings.
Pubblicò il suo unico romanzo The Rising of the Tide nel 1919. Scrisse articoli sulla conferenza sul disarmo li pubblicò successivamente nel libro Peacemakers — Blessed and Otherwise . Pubblicò inoltre una biografia sul giudice Elbert H. Gary, presidente della United States Steel, e produsse una serie biografica su Benito Mussolini. Completò la sua autobiografia All in a Day's Work nel 1939.. Non riuscì a terminare il suo libro Life After Eighty a causa della sua morte per polmonite sopraggiunta nel 1944.

## Stile e metodologia
Gli studi di biologia di Tarbell portarono un tocco di ricerca scientifica alle sue indagini. Ogni affermazione che faceva era supportata da fatti, tant'è che i suoi primi lavori furono descritti come "annegati nei fatti". Il suo metodo era anche accademico e guidato dalle richieste delle scadenze delle riviste.
Era estremamente accurata nel condurre le ricerche. All'epoca in cui iniziò la biografia di Lincoln, era morto da soli 30 anni, e Tarbell viaggiò in lungo e in largo per intervistare i suoi contemporanei. La sua ricerca rivelò più di 300 documenti tra cui discorsi inediti, lettere, immagini e aneddoti personali. Fu attraverso l'uso di aneddoti ben selezionati nelle sue biografie che Tarbell riuscì a dare vita all'argomento e ad offrire nuove prospettive.
Il suo stile è stato descritto come corretto e professionale e i suoi metodi sono stati ampiamente utilizzati per formare altri giornalisti investigativi. Nel condurre e presentare i dettagli sulle pratiche commerciali della Standard Oil, voleva presentare i suoi materiali come documentazione storica e narrativa. La sua tecnica nella ricerca di società attraverso documenti governativi, cause legali e interviste riuscì a rivelare società segreta e un consiglio di amministrazione evasivo.

## Opere

### Libri
- A Short Life of Napoleon Bonaparte. New York: S.S. McClure, 1895.
- Madame Roland: a biographical study. New York: Scribner's, 1896.
- The Life of Abraham Lincoln. 2 vols. New York: McClure Phillips, 1900.
- A Life of Napoleon Bonaparte: with a sketch of Josephine, Empress of the French New York: Macmillan, 1901.
- The History of the Standard Oil Company, 2 vols. New York: McClure, 1904.
- He Knew Lincoln. New York: Doubleday Page, 1907.
- Father Abraham New York: Moffat, Yard and Company, 1909.
- The Tariff in Our Times. New York: Macmillan Company, 1911.
- The Business of Being a Woman. New York: Macmillan, 1912.
- The Ways of Woman. New York: Macmillan, 1915.
- New Ideals in Business, An Account of Their Practice and Their Effects upon Men and Profits. New York: Macmillan, 1916.
- The Rising of the Tide; The Story of Sabinsport  (romanzo) New York, Macmillan, 1919.
- In Lincoln's Chair. New York: Macmillan,1920.
- Boy scouts' life of Lincoln. New York: Macmillan, 1921.
- He knew Lincoln, and other Billy Brown stories. New York: Macmillan, 1922.
- Peacemakers—blessed and otherwise; observations, reflections and irritations at an international conference.  New York: Macmillan, 1922.
- The Life of Elbert H. Gary: The Story of Steel. New York: Appleton, 1925.
- A reporter for Lincoln; story of Henry E. Wing, soldier and newspaperman. New York: Book League of America, 1929.
- Owen D. Young: A New Type of Industrial Leader. Macmillan Company, 1932. ISBN 0-518-19069-2.
- All in the day's work : an autobiography. New York: Macmillan Company, 1939.

### Articoli selezionati
- "The Arts and Industries of Cincinnati." Chautauquan, December 1886, 160–62.
- "Women as Inventors."  Chautauquan, March 1887, 355–57.
- "Women in Journalism."  Chautauquan, April 1887, 393–95.
- "Pasteur at Home."  McClure's Magazine, September 1893, 327–40.
- "In the Streets of Paris."  New England Magazine, November 1893, 259–64.
- "The Identification of Criminals."  McClure's Magazine, March 1894, 355–69.
- "Napoleon Bonaparte."  McClure's Magazine, November 1894 – April 1895.
- "Abraham Lincoln."  McClure's Magazine, November 1895 – November 1896.
- "The History of the Standard Oil Company."  McClure's Magazine, November 1902 – July 1903; December 1903 – October 1904.
- "John D. Rockefeller: A Character Study."  Parts 1 and 2. McClure's Magazine, July 1905, 227–49; August 1905, 386–97.
- "Commercial Machiavellianism."  McClure's Magazine, March 1906, 453–63.
- "Tariff in Our Times."  American Magazine, December 1906, January 1907, March–June 1907.
- "Roosevelt vs. Rockefeller."  American Magazine, December 1907 – February 1908.
- "The American Woman."  American Magazine, November 1909 – May 1910.
- "The Uneasy Woman."  American Magazine, January 1912.
- "The Business of Being a Woman." American Magazine, March 1912, 563–68.
- "Flying — A Dream Come True!" American Magazine, November 1913, 65–66.
- "The Golden Rule in Business" American Magazine, October 1914 – September 1915.
- "Florida — and Then What?" McCall's Magazine, May–August 1926.
- "The Greatest Story in the World Today?" McCall's Magazine, November 1926 – February 1927.
- "As Ida Tarbell Looks at Prohibition" Delineator, October 1930, 17.